# 아마추어 무선 해외 운용

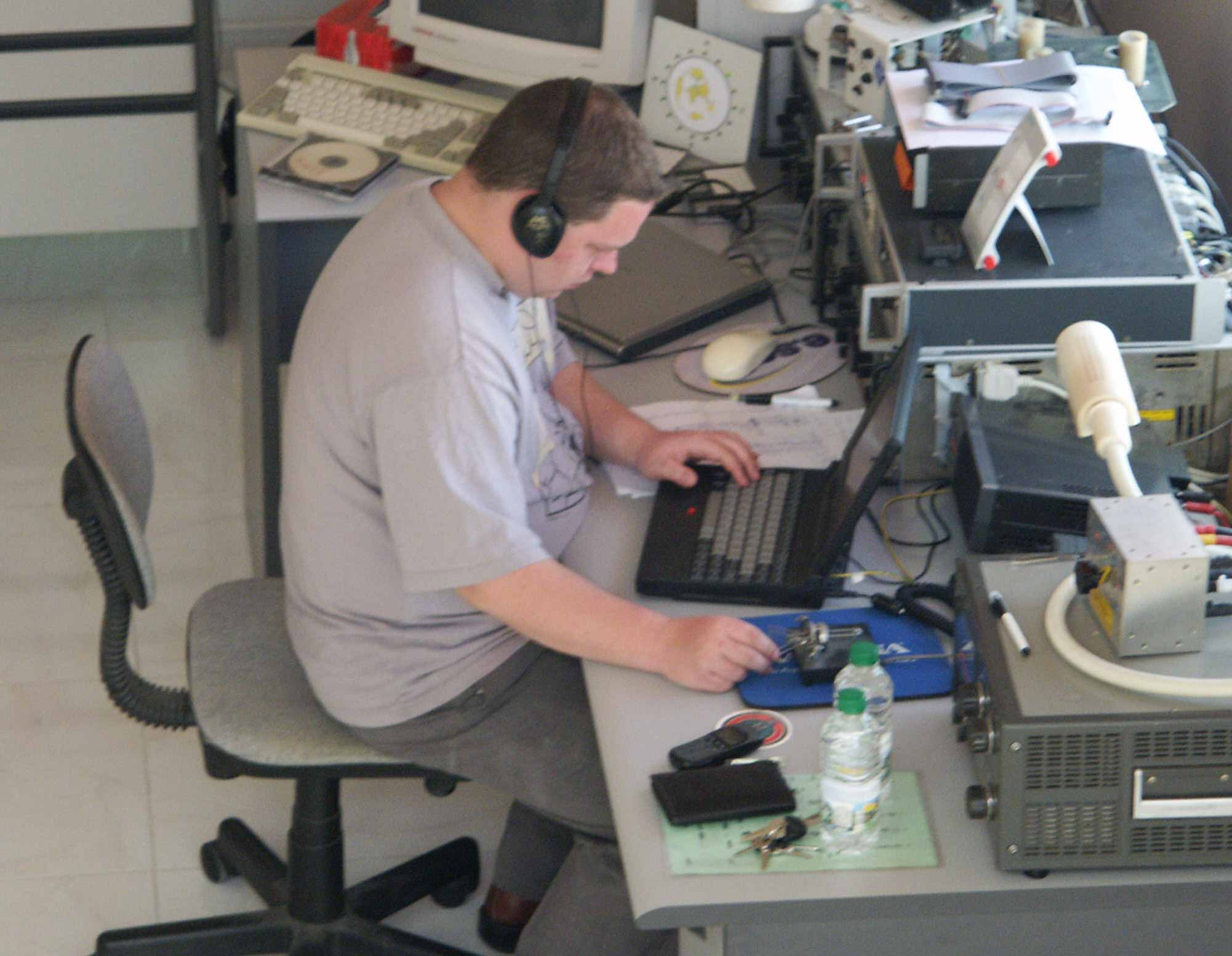

아마추어 무선 해외 운용(Amateur radio international operation)은 아마추어 무선사가 외국에 나가서도, 자국의 햄 면허증으로 햄 활동을 하는 것을 의미한다.

## FCC
미국 FCC 햄 면허증은 미국 내에서 어느 주에 가더라도 햄 활동을 할 수 있다.
상호운용협정이 체결되어 있지 않는 나라들을 위해, FCC는 외국인도 미국에 우편주소만 있으면, 미국 햄 자격시험을 외국에서도 칠 수 있게 하고 있다. 즉 미국 햄 자격증은 미국 국적자가 아니라도, 해외에서, 간단히 취득할 수 있다. 서울에서도 매년 시험을 치르고 있다.
미국 FCC 햄 면허증은 FCC 규칙 제97.5조에 의거, CEPT, IARP 햄 자격증과 상호 호환이 된다.
CEPT 협정에 따르면, CEPT국가에서 아마추어무선을 하려면, 미국 햄은 다음 세가지를 휴대해야 한다.
1. 미국 햄 자격증
2. 미국 시민권 증명서
3. 영어, 프랑스어, 독일어로 된 FCC의 관련 공고문 복사본

미국 시민권 증명서를 요구하기 때문에, 미국 국적자가 아닌 사람이 미국 햄면허를 취득한 경우, 미국 국내에서는 햄활동을 할 수 있지만, CEPT 국가에서는 햄활동을 할 수 없다.
CEPT 햄 자격증은 "완전한 햄 자격증"과 "제한된 햄 자격증"의 2종류가 있다. 완전한 햄 자격증은 미국의 엑스트라급이고, 제한된 햄 자격증은 미국의 제네랄급이다. CEPT 햄 자격증에는 미국의 테크니션급이 없다. 따라서, 미국의 테크니션급과 노바이스급 햄은 유럽에서 햄 활동을 할 수 없다.
IARP 1급 햄 자격증은 모스부호 지식이 있어야 한다. 미국의 엑스트라급이다. IARP 2급 햄 자격증은 모스부호 지식이 없어도 되며, 30Mhz 이상의 대역에서 무선교신을 할 수 있다. 미국의 테크니션급이다. IARP에는 미국의 노바이스급이 없다. 따라서, 미국의 노바이스급 햄은 IARP 가입국들에서 햄 활동을 할 수 없다.

## CEPT
유럽의 국가들은 CEPT 햄 면허증을 발행한다. 가입국들 안에서 호환이 된다. CEPT의 가입국은 48개국이다.

## IARP
IARP 햄 면허증은 IARP 가입국들 어디에서도 햄 활동을 할 수 있다. 아메리카 대륙의 미주 기구(OAS) 회원국들의 햄 면허증이다. OAS에는 현재 아메리카 대륙의 35개국이 가입해 있다.